# Membranoppia scotiae
Membranoppia scotiae är en kvalsterart som först beskrevs av Wallwork 1970.  Membranoppia scotiae ingår i släktet Membranoppia och familjen Oppiidae. Inga underarter finns listade i Catalogue of Life.